# Lak, Železna županija
Lak (madžarsko Magyarlak) je vas na Madžarskem, ki upravno spada pod podregijo Monošter Železne županije.